# Бреда
Бреда (на нидерландски: Breda) е град и община в Южна Нидерландия, провинция Северен Брабант. Разположен е при сливането на реките Марк и Аа оф Верейс и има население 170 491 души (към 1 януари 2007 г.).
Община Бреда е на девето място по големина в Нидерландия. Населението ѝ наброява около 200 хил. жители (2008 г.) и е част от мрежата от градове Брабантстад.

## История
Името „Бреда“ произлиза от Brede Aa („Широка Аа“) – поради сливането на реките Аа оф Верейс става много по-широка на това място.
Победата на испанците над града през 1625 вдъхновява Веласкес за картината му „Предаването на Бреда“.
На 31 юли 1667 в Бреда е подписан Договорът от Бреда. Той се състои от три отделни договора между Англия и всеки от нейните противници във Втората англо-холандска война: Нидерландия, Франция и Дания-Норвегия. Той също така включва отделно англо-нидерландско търговско споразумение.

## Население
През 1927, 1942 и 1997 г. към Бреда са присъединени други населени места и Бреда се разширява. През 1940 г. жителите на Бреда са ок. 50 хиляди. В средата на 50-те години на XX век този брой е удвоен. Самият град Бреда има 136 838 жители (2005 г.).

## Символи
Гербът на Бреда се състои от три бели андрееви кръста, два в горната част и един в средата под тях, върху червен щит. Щитът се държи изотзад от ангел и отстрани от два златни лъва. Всичко това стои върху замък.
Знамето на Бреда е с червен фон, на който са поставени трите бели андрееви кръста.
Химн на град Бреда от 1991 г. е „Пурпурната равнина“ (De Paarse Heide).

## География
В община Бреда влизат още следните села и бивши села: Бавел, Тетеринген, Принсенбек, Принсенхаге, Гинекен, Ефен и Улвенхаут. Тя е заобиколена от местностите Де Рит, Лисбос, Мастбос, Тетерингската гора и Лаге Вюхтполдер.
През Бреда текат реките Марк и Аа оф Верейс.

### Разположение
Съседни на Бреда са общините: Алфен-Хам, Дримелен, Етен-Леур, Гилзе ен Рейен, Мурдайк, Остерхаут и Зюндерт в Нидерландия и Хогстратен в Белгия.
Най-близки големи градове са Тилбюрг, Берген оп Зом и Розендал. До Рандстад с Ротердам от Бреда се стига по магистралата А16.

### Районизация
Бреда се състои от пет големи района:
- Бреда Център
- Бреда Запад
- Бреда Изток
- Бреда Север
- Бреда Юг

Тези райони са разделени на различни квартали.

## Забележителности
Някои важни и най-посещавани забележителности на Бреда са:
- Голямата църква Гроте Керк с гроба на Енгелбрехт II Насауски и други надгробни паметници на управителите на Бреда на площад Гроте Маркт
- Замъкът на Бреда с Кралската военна академия (KMA) (осн. 1828 г.)
- Спанярдсгат
- Бегейнхоф
- Кметството
- Замъкът Бовин
- Синтйосткапел (параклисът „Свети Йост“)
- Овесеният пазар (Хавермаркт)
- Паметникът на наместника Вилем III Орански-Насау на кон
- Театърът „Шасе“

Бреда е известна с:
- Кралската военна академия
- Футболния клуб НАК
- Куполния затвор

## Събития
В Бреда всяка година се провеждат различни организирани събития. Една част от тях се провеждат в центъра на Гроте Маркт.
Важно ежегодно събитие е карнавалът в Бреда.

### Музикални събития
- Джаз фестивал Бреда
- Попфестивал „Бреда барст“
- Валкенбергските концерти

### Други събития
- Бройсенд Гинекен
- Бреда Балон Фиеста
- Луна-парк Бреда
- Браде Кулинер
- Ден на Харли в Бреда
- Фестивал на освобождението в Бреда

## Спорт
Може би най-известният спортен клуб на Бреда е най-добре представящият се футболен клуб НАК Бреда. НАК играе в Почетната дивизия и провежда мачовете си на стадион Рат Верлег“ (бивш стадион MyCom). НАК има много вярна агитка, която посещава всеки петък или събота „НАК вечерта“. В неделя НАК играе само като гост или в рискови срещи.
Вторият футболен клуб на Бреда е vv Baronie.
В Бреда се провеждат различни важни спортни събития:
- кросът Бредасе Сингеллоп
- кросът Хаагсе Бемден
- Сити Голф Бреда
- Бреда Ипик

## Паркове
Най-известният парк в Бреда е „Валкенберг“ при замъка. На входа на този парк се намира паметникът „Баронимонюмент“ от 1905 г., проектиран от архитекта Пиер Кайперс. На националния празник Конингинедаг в този парк се прави голям детски свободен пазар. Друг голям парк близо до центъра е „Вилхелминапарк“. В него в чест на полските освободители е поставен един германски танк „Пантера“, който е подарен на града от поляците през 1945 г.

## Развлечения
Бреда е известен със своите развлечения. Има различни хранителни заведения – кафенета, ресторанти, снек-барове. В центъра около Гроте Маркт има много ресторанти и барове, често с тераса на открито. При хубаво време и събития там е доста претъпкано.
Има и казино – Холанд Казино Бреда, разположено в бивш манастир, използван по-късно като казарма – Клостеказерне.
Бреда има красив театър, театъра „Шасе“, проектиран от Херман Херцбергер.

## Икономика

### Промишлени зони
В Бреда има различни промишлени зони: Де Крогтен, Ахтер Емер, Емерлакен, Стейнакер, Дорнбос-Ост, Моленейнд, Хогейнд, Хейлар-Зойд, Постхорн и Москес.
Най-високата административна сграда е Еврокулата до А16 в Бреда-Норд.

### Търговия на дребно
В центъра са известните търговски улици Гинекенстрат, Торенстрат, Ланге Брюгстрат, Корте Брюгстрат, Веемарктстрат, и Халстрат. Съвсем близо до (в голямата си част забранения за автомобили) център са Гинекенвег, Хагдайк и Босстрат. Те образуват сърцето на града с много магазини. На Гинекенстрат се намира сравнително новият покрит търговски център „Де Баронес“, в който се намират няколко големи известни магазина.
В четвъртък вечер в центъра на Бреда е пазарска вечер. В други части на града, като Хагсе Бемден, това е петък вечер. Първата неделя от месеца обикновено е пазарска неделя.
„Жилищния булевард“ в Бреда се намира на края на града по продължение на А16 и има регионална функция.

### Пазари
В Бреда има различни седмични пазари. Най-големият е на Гроте Маркт в центъра и е във вторник и петък сутринта. В събота следобед има пазар на Нюве Хагдайк. В сряда има пазар за книги и антики на Гроте Маркт. Във вторник сутрин има специален пазар за биопродукти на площад „Веемарктплейн“.

## Известни личности
Родени в Бреда
- Фредерик Якобус Йоханес Бойтендейк (1887 – 1974), психолог
- Питер Брьогел Стария (1525 – 1569), художник (?)
- Лео Канелс (1933 – 2010), футболист
- Йерун Луму (р. 1995), футболист
- Тиесто (р. 1969), диджей

Починали в Бреда
- Лео Канелс (1933 – 2010), футболист

Други
- Кристиан Хюйгенс (1629 – 1695), учен, учи в града през 1647 – 1649

## Побратимени градове
- Вроцлав, Полша
- Гданск, Полша
- Диленбург, Германия
- Лодз, Полша